# Macuto
Pour l’article homonyme, voir Macuto (paroisse civile).

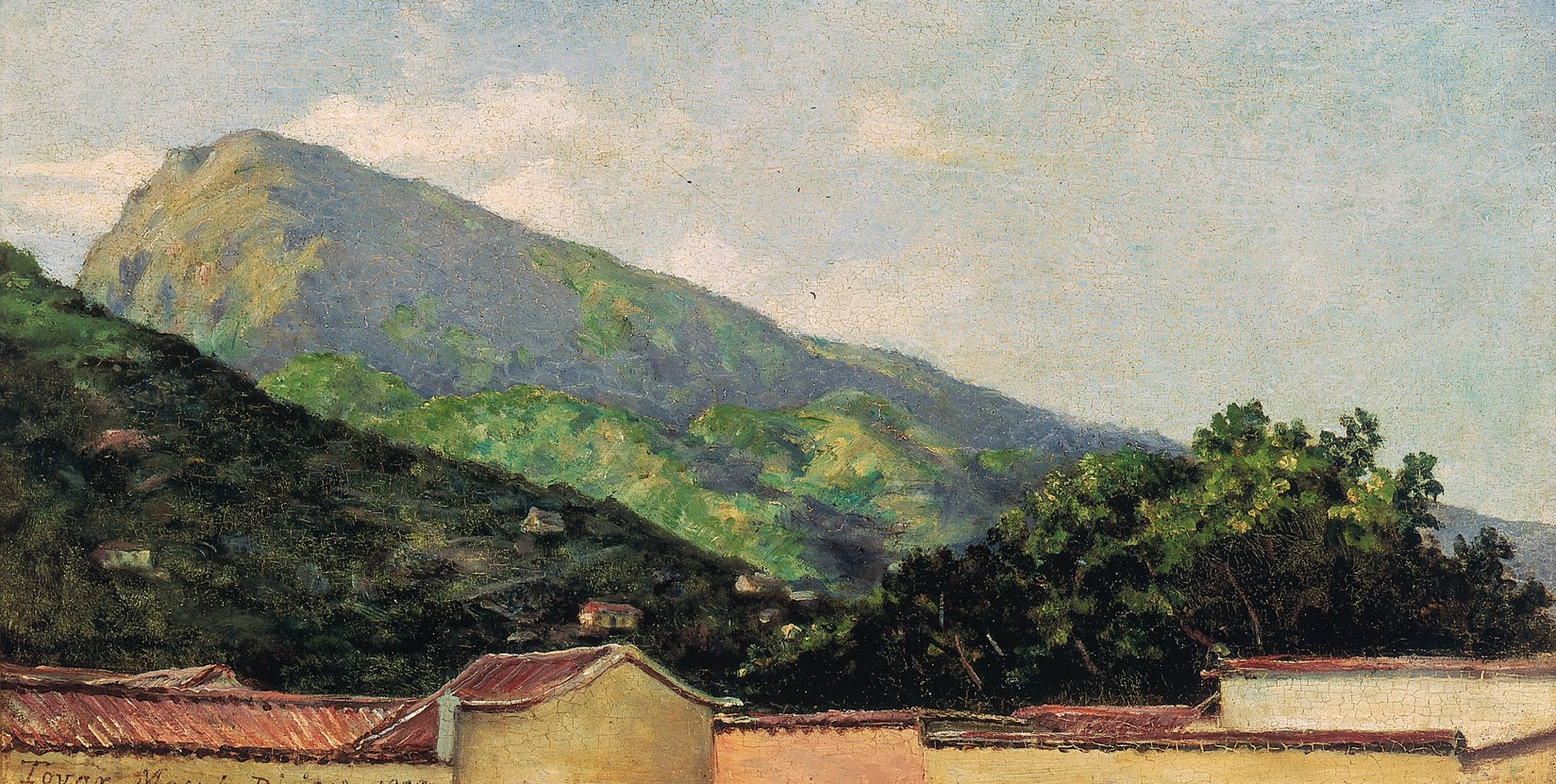
Macuto

Macuto est une ville de l'État de La Guaira, au Venezuela.
Macuto fut fondée en août 1740 à l'emplacement d'un village indien appelé Guaicamacuto ("panier d'épines"). Elle est réputée pour ses plages, et la célèbre ville de Galipán, pour ses fleurs.